# Pseudomorphacris brachyptera
Pseudomorphacris brachyptera är en insektsart som beskrevs av Kevan, D.K.M. 1962. Pseudomorphacris brachyptera ingår i släktet Pseudomorphacris och familjen Pyrgomorphidae. Inga underarter finns listade i Catalogue of Life.